# .mo
.mo je vrhovna internetska domena (country code top-level domain - ccTLD) za Makao. Domenom upravlja MONIC.

## Vanjske poveznice
- IANA .mo whois informacija  Arhivirana inačica izvorne stranice od 28. listopada 2007. (Wayback Machine)